# Gnophos maledictus
Gnophos maledictus är en fjärilsart som beskrevs av Edward P. Wiltshire 1967. Gnophos maledictus ingår i släktet Gnophos och familjen mätare. Inga underarter finns listade i Catalogue of Life.